# Franz von Bodelschwingh
Franz von Bodelschwingh (* 9. November 1827 im  Wasserschloss Haus Marck; † 3. April 1890 in Bückeburg) war ein deutscher Rittergutsbesitzer und preußischer Landrat.

## Herkunft
Als Sohn der Eheleute Ernst von Bodelschwingh und Charlotte von Diest entstammte Frauz von Bodelschwingh dem  westfälischen Uradel von Bodelschwingh. Seine Großeltern waren Franz Freiherr von Bodelschwingh und Friederike von Plettenberg zu Heyde. Sein Bruder Friedrich war Begründer der weltbekannten Von Bodelschwingschen Stiftungen Bethel, dessen Sohn Wilhelm in den Jahren 1898 bis 1904 Leiter der Stiftungen war.
Sein Onkel Carl war preußischer Finanzminister, Regierungspräsident in Arnsberg und Landrat des Kreises Hamm. Dessen Sohn Ernst war preußischer Offizier und Landrat des Kreises Hamm, und dessen Tochter Ida war mit Friedrich von Bodelschwingh verheiratet.

## Beruflicher Werdegang
Nach dem Reifezeugnis am Friedrich-Wilhelms-Gymnasium Berlin machte er in der Oberförsterei Himmelpforten (Möhne) eine einjährige Forstausbildung und wechselte dann zur Forstlehranstalt Neustadt–Eberswalde.
1850 leistete er seinen Militärdienst als Einjährig-Freiwilliger im 1. Gardejäger-Bataillon.
Die forstwissenschaftliche Vorprüfung  bestand er im September 1851 und wurde Oberförster  zunächst in Abtshagen bei Stralsund und dann in Siegburg. Im August 1854 bestand er das Oberförster-Examen und wechselte 1859 in die kommunale Verwaltung der Oberförsterei Krofdorf/Wetzlar. Am 15. Juni 1860 wurde er zum Oberförster in Krofdorf ernannt.
Nach der einstimmigen Wahl zum ersten Kandidaten für das Amt des Landrats in Hamm am 7. Juli 1865 folgte am 2. September 1865 die Ernennung zum Landrat des Kreises Hamm unter Erlass der Prüfung. Seinem Gesuch vom 20. September 1866 auf Entlassung wurde am 4. Oktober 1866 entsprochen.
Noch im gleichen Monat wurde er zum Forstinspektor bei der Bezirksregierung Trier ernannt.
Von Bodelschwingh hatte am 19. August 1855 Clara von Hymmen geheiratet. Ihr Bruder Reinhard von Hymmen war Landrat des Kreises Hagen. Dreizehn Kinder sind aus dieser Ehe hervorgegangen.